# Giuseppe Alberghini
Giuseppe Alberghini (Cento, 13 de setembro de 1770 - Roma, 30 de setembro de 1847) foi um cardeal da Igreja Romana.

## vida
Alberghini começou a estudar direito em Bolonha e terminou seus estudos em Roma. Não se sabe quando foi ordenado sacerdote . Membro da Cúria Romana, foi ordenado pelo Papa Gregório XVI em 23 de junho de 1834 . elevado a cardeal in pectore, publicado em 6 de abril de 1835. Foi designada a Santa Prisca como igreja titular. O cardeal Alberghini participou do conclave de 1846 do Papa Pio IX escolheu.
Giuseppe Alberghini morreu em Roma em 1847 e, segundo seu testamento, foi sepultado na igreja romana Il Gesù .

## Link externo
- Sylwetka w słowniku biograficznym kardynałów Salvadora Mirandy
- Sylwetka na stronie Davida M. Cheneya
- GCatholic.org